# Serge Dassault
Serge Dassault (París, 4 de abril de 1925-Ib., 28 de mayo de 2018) fue un ingeniero, empresario  y político francés. Fue presidente y director ejecutivo del Grupo Dassault y un político conservador. En el 2010 tanto él como su familia se hallaban situados en el puesto número 89 de la lista de las mayores fortunas del mundo. Según Forbes , el patrimonio neto de Dassault se estimó, en 2016, en 15 000 millones de dólares.

## Biografía
Era el hijo menor de Madeleine Dassault (de soltera Minckès) y Marcel Dassault (nacido Marcel Ferdinand Bloch), de quien heredó el Grupo Dassault . Sus padres eran de ascendencia judía, pero posteriormente se convirtieron al catolicismo.
Serge Dassault estudió en el Lycée Janson de Sailly, en el distrito XVI de París, donde obtuvo su bachillerato. Obtuvo títulos de ingeniería en la École Polytechnique (promoción de 1946) y Supaéro (promoción de 1951). En 1963, obtuvo un MBA ejecutivo en la HEC de París.
Desde la muerte de su padre, en 1986, Serge siguió desarrollando la empresa, con la ayuda de Charles Edelstenne (presidente de Dassault), hasta que le cedió el puesto a su hijo Olivier Dassault, nacido en 1953, y que actualmente también es diputado de la Asamblea Nacional Francesa.
Aunque no es un miembro activo, sigue siendo parte del partido francés UMP (Unión para un Movimiento Popular). Además fue el alcalde de la ciudad de Corbeil-Essonne, un suburbio del sur de París.

## El Grupo Dassault
El grupo Dassault posee el 82% de Socpresse desde 2001. Curiosamente, en Francia, los dos conglomerados mediáticos más destacados, Dassault y Lagardere, tienen una estrecha relación con el sector de la aeronáutica y la defensa. Lagardere incluye las empresas aeronáuticas MATRA, y EADS. El director de Le Monde Diplomatique, Ignacio Ramonet, opinó al respecto, en 1997: «Los grupos Dassault y Lagardère tienen en común la inquietante particularidad de haberse constituido en torno a una empresa central dedicada a la actividad militar, aviones de caza, helicópteros, misiles, cohetes, satélites, etcétera)».
El 18 de junio de 2004, Serge Dassault se convierte en gerente ejecutivo de Socpresse. Desde entonces pasó a controlar sus medios: muchos periódicos importantes y revistas, entre los que destaca Le Figaro (se hace con el 30%)) y L'Express.
El 8 de julio de 2004 el grupo Bouygues y su filial TF1 (una de las televisiones más destacadas de Francia) compraron cada uno un 5% de la Socpresse, propiedad de Serge Dassault. Ante un posible caso de oligopolio entre Bouygues y Socpresse, el Observatorio Francés de Medios (OFM) lanzó un llamamiento público para solicitar una nueva ley anti-concentración que defienda el pluralismo informativo y la libertad de expresión.
Hasta el momento de su muerte, su hijo Olivier llevaba una actividad menos centrada en los medios de comunicación y más en la industria aeronáutica, que dio origen al grupo. La Guerra de Irak dejó sensibilizados muchos temas como la venta de armas, aviones de combate o financiación del grupo en el conflicto. La prensa francesa realizó una escasa crítica de la Guerra de Irak. Socpresse es por tanto la sucesora del imperio periodístico de los Hersant (familia que mantiene amistades con los Dassault). La transacción de una empresa a otra se ha mantenido en secreto, pero se estima en unos 1.200 millones de euros.

## Casos polémicos
- En 2001 Serge Dassault censuró una entrevista sobre la venta fraudulenta de aviones Mirage a la República de China (Taiwán). También ordenó la censura de una entrevista a Jacques Chirac sobre ventas a Argelia.[16]

- En 1976, ya se veía el vínculo que mantenía con Chirac. Es compañero suyo en política, aunque el expresidente también lo fue de su padre Marcel Dassault. Siendo Chirac primer ministro (desde 1974 y hasta 1988), se desató un escándalo político-financiero que se mantuvo durante mucho tiempo. El diario español El País lo recogía el 14 de septiembre de 1976, afirmando: «El «rey» de la aeronáutica francesa, Marcel Dassault, se perfila de nuevo como el protagonista de un escándalo político-financiero, que, de confirmarse, no favorecería nada a la mayoría gubernamental: Dassault es diputado gaullista en el departamento de «Oise».»[17]

- En diciembre de 1998 Serge Dassault fue condenado a dos años de libertad condicional por el escándalo Agusta-Dassault, desatado por la venta de aviones de combate al ministro de Economía de Bélgica, y fue multado con 60.000 francos belgas (aproximadamente 1.500 euros)[18]

- El 27 de julio de 2004, Rebelión publicó una noticia titulada "El periodismo bien armado de Serge Dassault".

- En 2004, Serge Dassault ayudó a financiar con doscientos millones de euros un Centro Cultural Islámico (en esencia, una mezquita) en su ciudad de Corbeil-Essonne de sus propios fondos.

- En 2004, Serge Dassault llegó a Senador, y en esta posición, fue defensor de posturas conservadoras en temas económicos y de empleo para el Estado.